# Ботаника (сектор Кишинёва)
Бота́ника (рум. Sectorul Botanica) — сектор в юго-восточной части Кишинёва, ограниченный Долиной роз, Долиной Крестов (Валя Кручий), улицей Гренобля и железной дорогой. Площадь — 1300 га. Ботаника охватывает следующие районы и пригороды Кишинёва: Фрумушика, Мунчешть, Галата, Фулгулешть, Малина Маре.

## История

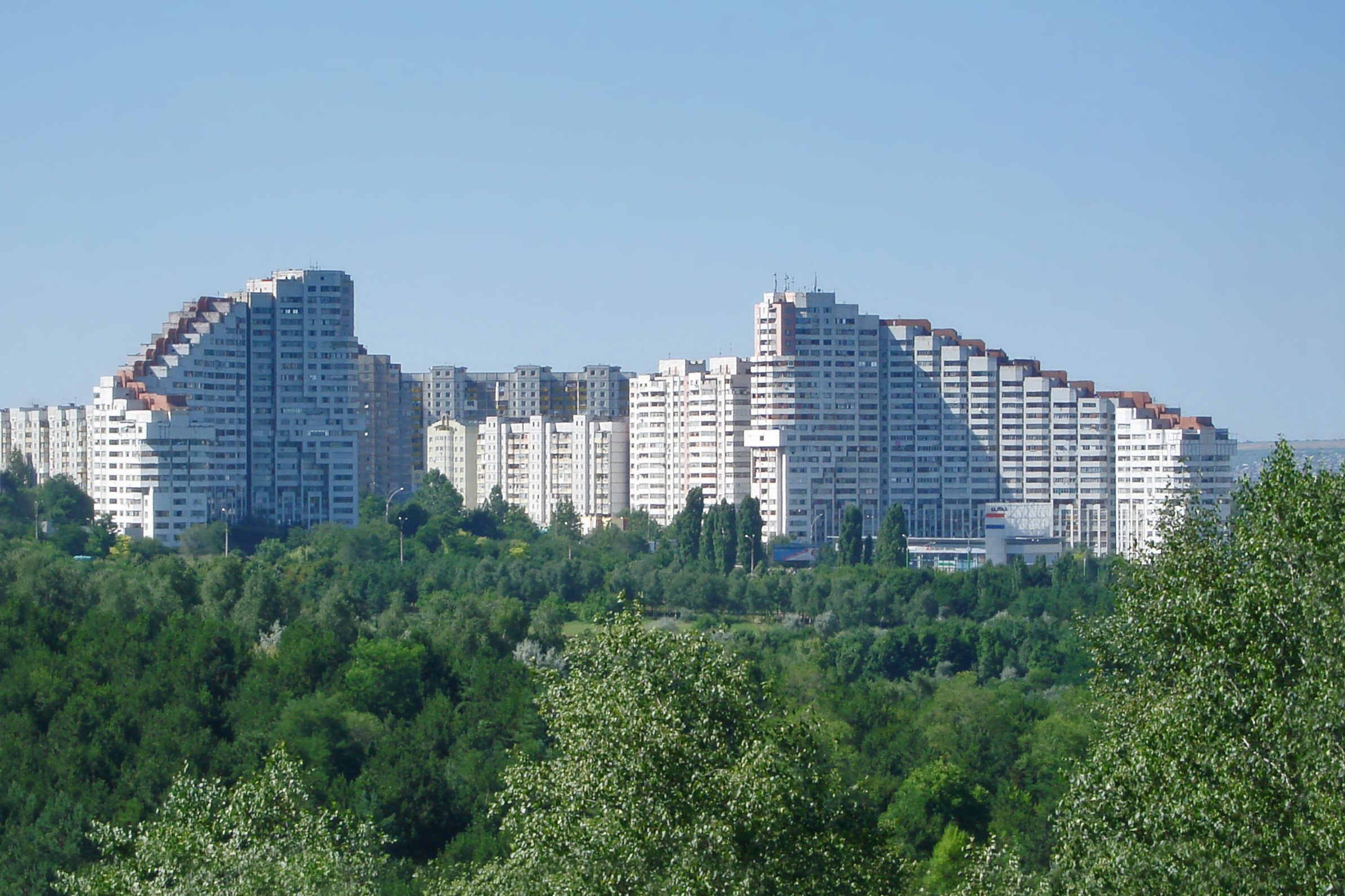
«Ворота города» на Ботанике

Название своё сектор получил от бывшего казённого ботанического сада при Плодоводческом училище, основанном в 1842 году. При этом училище было маленькое пригородное поселение, заселённое в 1840-х годах и позже вошедшее в состав Кишинёва. Само же училище впоследствии было реорганизовано в Бессарабское училище виноделия (1890), Училище виноградарства (1929), Училище виноградарства и виноделия (1963). В секторе Ботаника расположен и нынешний Ботанический сад Академии Наук Республики Молдова, основанный в 1973 году и через два года получивший статус НИИ.
Улица Старого до 1964 года называлась улицей Виноделия и именно на ней и располагался Ботанический сад.

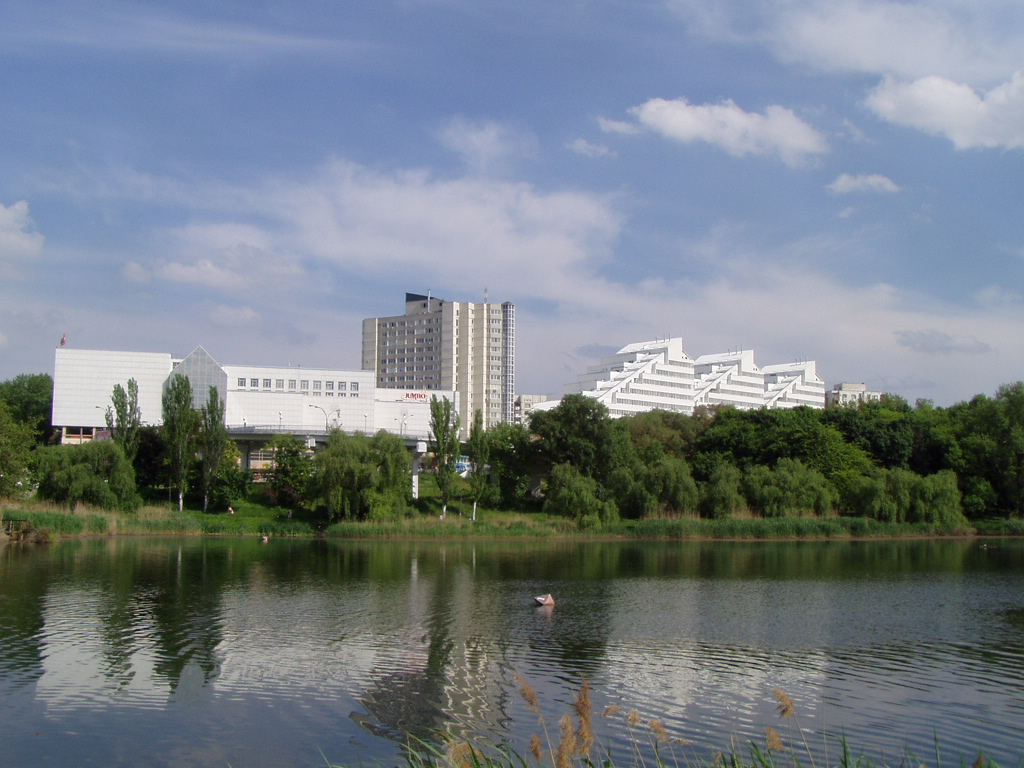
«Долина роз» на Ботанике

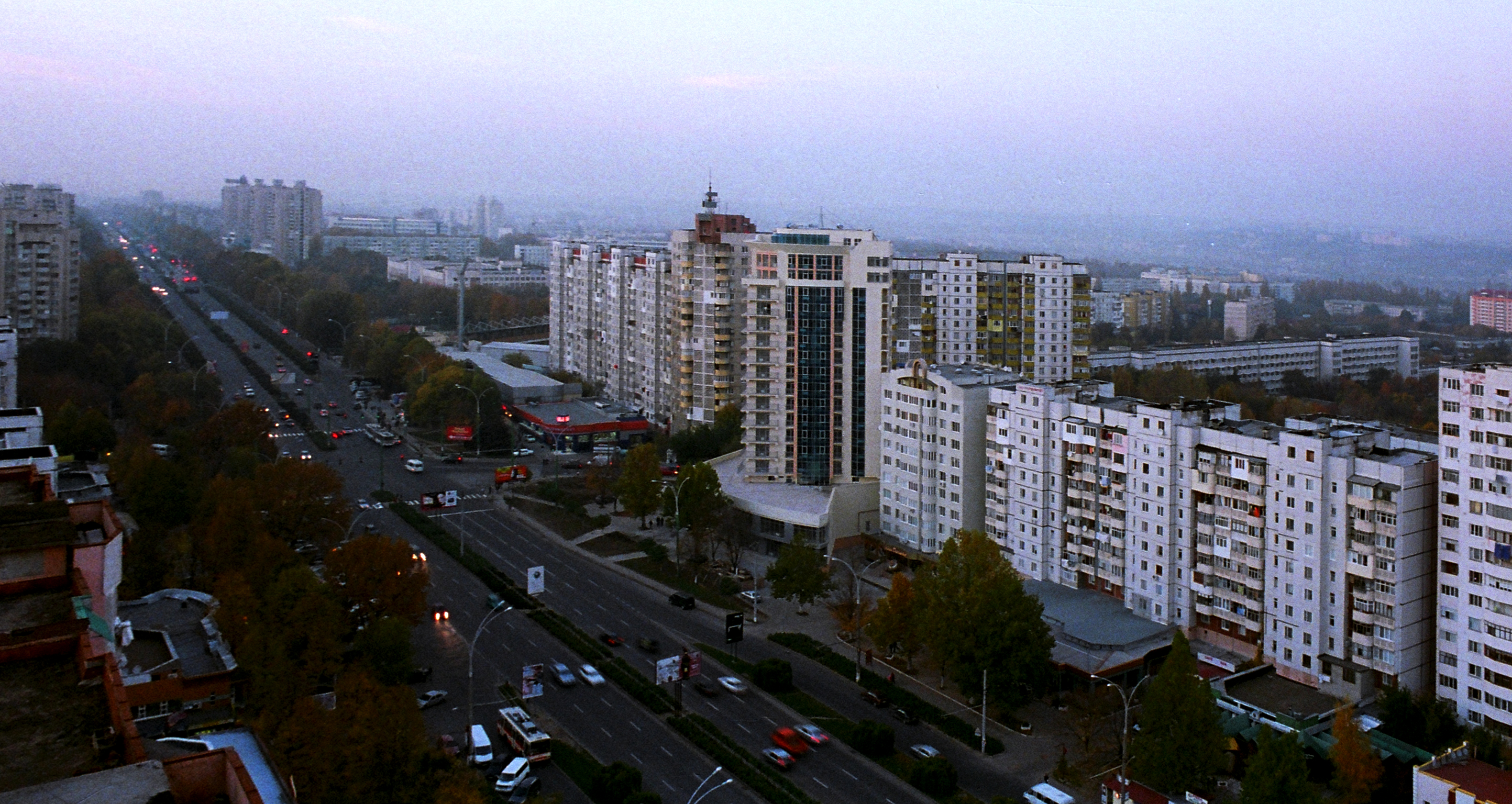
«Проспект Дачия» на Ботанике

Малоэтажная постройка преобладала до конца 1950-х годов. С 1960 года здесь началось плановое градостроительство. Был создан крупный жилой район. Первые 4-, 5-этажные дома появились по улице Н. Титулеску (быв. Толбухина). С 1966 года улица Мунчештская застраивалась 9-этажными крупнопанельными и монолитными домами. В последние годы советской власти был построен ряд 13- и 20-этажных домов.
Главные магистрали сектора (в скобках указаны бывшие названия): бульвары Дачия (проспект Мира), Дечебал (Тимошенко), Траян (Советской Армии), Куза-Водэ (Бельского), улицы Буребиста (И. Кодицы), Сармизеджетуса (Старого), Н. Титулеску (Толбухина), Индепенденцей (Воссоединения), Нуферилор (Житомирская), Диминеций (Зои Космодемьянской), Четатя Албэ (Краснодонская) и другие.

## Административное деление
Сектор Ботаника среди местных жителей неофициально делится на четыре микрорайона: Верхняя Ботаника, Нижняя Ботаника, Мунчешты и Аэропорт. В состав Ботаники входит город Сынжера и село Бачой

## Администрация
Претура сектора Ботаника находится по адресу ул. Теилор (быв. Пловдива), 10. Претор — Диана Губа. Телефон приёмной: (+373 22) 767575.